# Hasenherz (Film)
Hasenherz ist ein deutscher Kinderfilm der DEFA von Gunter Friedrich aus dem Jahr 1987. Der Film erlebte am 13. Dezember 1987 im Berliner Colosseum seine Premiere.

## Handlung
Die 13-jährige Janette, genannt Janni, ist unglücklich. Körperlich gleicht sie noch einem Jungen, während andere Mädchen ihrer Klasse bereits eine frauliche Figur haben und von Jungs angesprochen werden. Auch Jannis Kurzhaarschnitt führt zu Lästereien unter ihren Klassenkameraden, die sich auch über ihre vergebliche Schwärmerei zum Mädchenschwarm Michael lustig machen. Eines Tages kommt ein Drehteam der DEFA in die Klasse, das für den Film Hasenherz einen Darsteller für die Rolle des ängstlichen Prinzen sucht. Mehrere Jungen werden ausgewählt und als Regisseur Berger auch Janni vor die Klasse bittet, rennt das Mädchen unter dem Gelächter der Mitschüler weinend aus dem Zimmer. Berger wird über seinen Irrtum aufgeklärt und entschuldigt sich bei Janni, die dennoch zu Probeaufnahmen gebeten wird. Obwohl sie absichtlich alle Anweisungen falsch umsetzt, da sie nicht beim Film mitmachen will, kann sie sich gegen zwei Jungen, darunter den Darsteller des Andreas im Film Unternehmen Geigenkasten, durchsetzen. Vor ihrer Mitschülerin Birgit gibt sie vor, als Prinzessin besetzt worden zu sein.
Durch einen Zufall lernt Janni das Mädchen Sabine kennen, das Janni für einen Jungen hält. Janni will das Missverständnis zunächst aufklären, kommt jedoch nie dazu. Sabine trifft sich nun häufig mit Janni, die wiederum eher Interesse an ihrem Bruder Sebastian hat. Der ist in einem Fechtverein und zeigt Janni erste Schritte. Erst als Sabine und Sebastian zu Dreharbeiten kommen, erfahren sie, dass Janni ein Mädchen ist, und wenden sich von ihr ab. Die Dreharbeiten verlaufen unterdessen erfolgreich, auch wenn einige Einfälle des Regisseurs, der Janni zunächst nicht genug schauspielerisches Talent zutraut, das Mädchen verschrecken.
Janni gewinnt mit der Zeit an Selbstbewusstsein und lernt, ihren Körper und sich zu akzeptieren. Die Mutter erkennt, dass ihre Tochter in die Pubertät gekommen ist. Janni will endlich ein eigenes Zimmer, sie geht mit ihrer Mutter einkaufen und beginnt, sich femininer zu kleiden. Als ihre Klasse erfährt, dass sie im Film den Prinzen spielt, wird sie zunächst ausgelacht, begegnet ihren Klassenkameraden aber am nächsten Morgen mit einer Langhaarperücke auf dem Kopf, was den Spott beendet. Sie lädt schließlich die gesamte Klasse zur Premiere des Films ein. Auch Sabine und Sebastian erhalten eine Eintrittskarte, doch erscheint nur Sabine. Sie hat ihrem Bruder nichts von der Einladung gesagt und geht, immer noch von Jannis Verhalten enttäuscht, kurz nach der Premiere. Ihre Klassenkameraden sind stolz auf Janni. Die borgt sich schließlich ihr Filmpferd aus und reitet nun als Jugendliche zu einem Fechttraining Sebastians. Er gibt zu, sie eigentlich noch nie so gesehen zu haben, und lässt sich von ihr auf das Pferd helfen. Gemeinsam reiten sie davon.

## Kritik
Kritiker lobten Hasenherz als „überzeugende[n] Film, der um Solidarität mit den Schwächeren wirbt, aber vor allem dazu ermutigt, Hemmnisse zu bezwingen“. Der Film sei sensibel inszeniert, unterhaltsam und voller „Ernsthaftigkeit und Einfühlsamkeit im Umgang mit den Problemen Heranwachsender“.
Das Lexikon des internationalen Films nannte Hasenherz „eine humorvolle, frisch gespielte Komödie: Irrungen um die Rolle des Mädchens, die erste Liebe und das Filmemachen.“

## Auszeichnungen
Auf der Berlinale 1988 erhielt Hasenherz den Preis der UNICEF und den Preis der Kinderjury.
Auf dem 6. Kinderfilmfestival in Essen erhielt der Film 1988 den „Blauen Elefanten“. Auf dem Kinderfilmfestival Goldener Spatz in Gera wurde Hasenherz 1989 mit dem Sonderpreis des Oberbürgermeisters der Stadt Gera und dem Findling der ZAG Filmklubs beim Ministerium für Kultur der DDR ausgezeichnet.